# Уэлле, Ксавье
Ксавье́ Уэлле́ (фр. Xavier Ouellet; род. 30 июля 1993, Байонна, Атлантические Пиренеи, Франция) — канадский хоккеист, играющий на позиции защитника за минское «Динамо».
Родился во Франции в семье канадского-французского хоккеиста. Хоккеем начал заниматься в пять лет в Германии. Когда Уэлле было десять лет семья вернулась в Канаду, где юноша продолжил заниматься хоккеем. На юниорском уровне дебютировал в 2009 году в главной юниорской хоккейной лиге Квебека. Профессиональную карьеру начал в 2013 году, дебютировав в том году на молодёжном чемпионате мира, а также в АХЛ и НХЛ. В активе канадского защитника 189 матчей в НХЛ, а также 491 встреча в АХЛ. В 2024 году решил продолжил карьеру за океаном и подписал контракт с минским «Динамо».

## Биография
Родился 30 июля 1993 в коммуне Байонна, что находится в департаменте Атлантические Пиренеи, Франция. Его отец Робер Уэлле также был хоккеистом и играл за сборную Франции по хоккею с шайбой на пяти чемпионатах мира. Также отец Ксавье дважды становился чемпионом Франции. Помимо сестры, у Ксавье есть младший брат Дэмиен, который также был хоккеистом, однако значимых успехов в спорте не добился и играл только в небольших канадских лигах.
Вся семья Ксавье Уэлле из Монреаля, однако из-за спортивной карьеры отца им периодически нужно было жить в Европе, где отец выступал во Франции и Германии.
Хоккеем Ксавье Уэлле стал заниматься в Германии когда ему было 5 лет. В то время его отец выступал за немецкий клуб «Крефельд Пингвин». Затем после переезда во Францию продолжил свою путь там. Изначально хоккеист играл в нападении, однако в 12 лет перешёл в оборону.
В десять лет семья переехала в Канаду, где хоккеист продолжил заниматься хоккеем в низших лигах. Изначально у Уэлле был только французский паспорт, однако позже он сменил его на канадский.

## Спортивная карьера

### Юниорский уровень
На юниорском уровне Ксавье Уэлле дебютировал в сезоне 2009/2010 в главной юниорской хоккейной лиге Квебека за юношеский хоккейный клуб «Монреаль». В том сезон он был включён в сборную новичков главной юниорской хоккейной лиге Квебека. Также в 2010  году выступал за сборную Квебека на мировом кубке вызова. На том турнире команда заняла шестое место, а Уэлле сыграл в пяти матчах, в которых смог забить гол и отдать результативную передачу. Следующий сезон Уэлле продолжил выступать за «Монреаль». В 2011 году принял участие в матче лучших проспектов НХЛ/КХЛ. Также в этом сезоне в составе юниорской сборной Канады стал обладателем кубка Глинки / Гретцки.
В 2011 году на драфте НХЛ Ксавье Уэлле был выбран во втором раунде под общим 48-м номером клубом «Детройт Ред Уингз».
В сезоне 2011/2012 играл с капитанской повязкой за клуб «Бленвиль-Буабриан Армада». Тот сезон был выдался достаточно успешным для клуба: команда заняла первое место в своём дивизионе и прошла первый раунд плей-офф. По окончании сезона хоккеист был включён в первую сборную всех звёзд главной юниорской хоккейной лиге Квебека. Сезон 2012/2013 для клуба стал ещё более удачливее: команда смогла пройти первые два раунда плей-офф, а Уэлле, будучи капитаном, в плей-офф забил семь голов и отдал девять результативных передач в 15 матчах. После такого успешного выступления Уэлле второй раз подряд попал в первую сборную всех звезд лиги.
25 марта 2012 года подписал трёхлетний контракт новичка с клубом «Детройт Ред Уингз».
В 2013 году дебютировал в составе молодёжной сборной Канады на молодёжном чемпионате мира. В том году канадцы заняли четвёртое место, проиграв в матче за 3-е место сборной России, а Уэлле за шесть игр забил один гол и отдал две результативные передачи.

### В клубах НХЛ

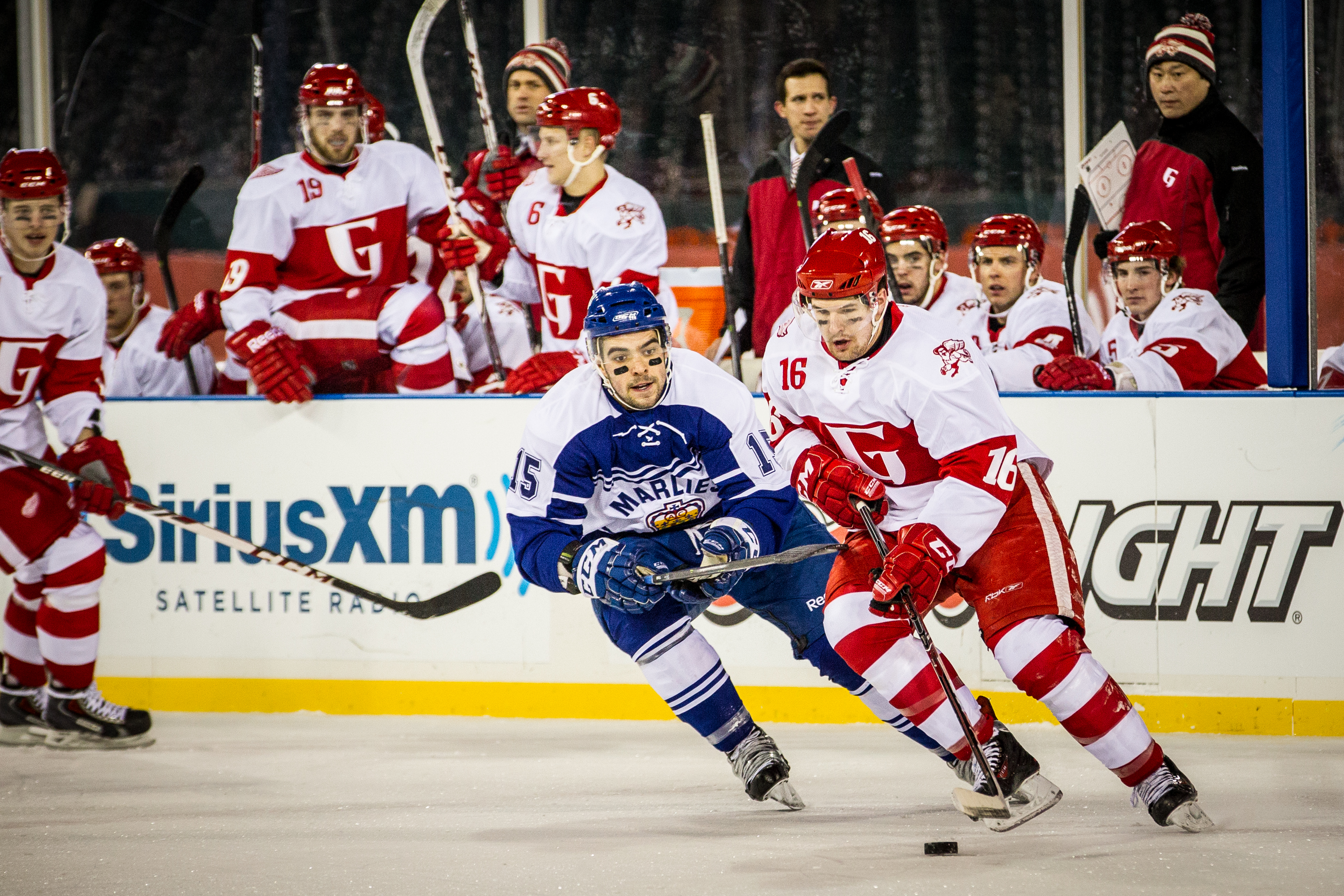
Ксавье Уэлле в бело-красной форме борется за шайбу с Дэвидом Броллом (2013 год)

В сезоне 2013/2014 дебютировал в АХЛ за фарм-клуб «Детройт Ред Уингз» «Гранд-Рапидс Гриффинс». За первый сезон в АХЛ Уэлле смог забить четыре гола и отдать 13 результативных передач в 70 играх. В этом же сезоне 21 октября 2013 дебютировал в НХЛ за «Детройт Ред Уингз» в матче против «Сан-Хосе Шаркс». Однако в том сезоне за четыре матча в регулярном чемпионате, а также одну игру в плей-офф не смог набрать результативных очков.
В сезоне 2014/2015 Уэлле смог провести в НХЛ уже 21 матч и набрал три очка (два гола и одна результативная передача). Свою первую шайбу в НХЛ забросил 28 ноября 2014 года американскому вратарю Кори Шнайдеру в матче против «Нью-Джерси Девилз». Большую часть сезона провёл в АХЛ. В плей-офф его команда дошла до финала конференции. Также в 2015 году принял участие в матче всех звезд АХЛ. 16 ноября 2015 года «Детройт Ред Уингз» продлили контракт с Уэлле на один год.
В следующем сезоне Уэлле провел пять матчей в НХЛ, в одном из которых отдал результативную передачу. В сезоне 2015/2016 Уэлле не раз то отзывался в основную команду, то возвращался в фарм-клуб «красно-белых». В 2016 году второй раз подряд принял участие в матче всех звезд АХЛ.
C 2016 по 2018 года получил «постоянную прописку» в НХЛ. 3 июля 2017 года «Детройт Ред Уингз» продлили контракт с Уэлле на два года. В сезоне 2017/2018 за 45 игр хоккеист смог отдать семь результативных передач. 24 июня 2018 года генеральный менеджер команды Кен Холланд, что клуб расторгнул контракт с Уэлле. В том сезоне хоккеист играл мало и проиграл свое место Нику Дженсену. 1 июля 2018 года стало известно, что «Монреаль Канадиенс» подписал с Уэлле однолетний двусторонний контракт. С 2018 по 2022 был капитаном в фарм-клубе «Лаваль Рокет».
Большую часть сезона 2018/2019 Уэлле провёл в фарм-клубе «Лаваль Рокет». В НХЛ в том сезоне за 19 игр отдал три результативные передачи. Следующие два сезона игрок выступал то за основную команду, то за фарм-клуб и не показывал каких-то выдающихся результатов. Так, например, в сезоне 2019/2020 за основную команду в регулярном чемпионате хоккеист отдал две результативные передачи, а в плей-офф за 10 матчей — одну передачу. В сезоне 2021/2022 и вовсе хоккеист играл только в фарм-клубе «Лаваль Рокет». В том сезоне Уэлле заметно улучшил свои показатели и за 61 матч в регулярном чемпионате забил восемь голов и отдал 33 результативные передачи, а в плей-офф за 15 игр заработал девять очков.
После четвёртого сезона в составе «Монреаль Канадиенс» Уэлле покинул клуб в качестве свободного агента, подписав 13 июля 2022 года двухлетний двусторонний контракт с «Питтсбург Пингвинз». Следующие два сезона провел в фарм-клубе «Уилкс-Барре/Скрантон Пингвинз», выступая с повязкой альтернативного капитана. В 2023 году принял участие в матче всех звезд АХЛ в третий раз (выступал за атлантический дивизион).

### КХЛ
3 июня 2024 года стало известно, что хоккеист заключил контракт с минским «Динамо», рассчитанный до 31 мая 2025 года. Дмитрий Корнейчук считает, что Уэлле рассматривают как полноценную замену Коди Керрану. 31 июля хоккеист прибыл в Минск и начал подготовку к сезону с самых первых товарищеских матчей минского «Динамо» с клубам КХЛ, выходя на них с повязкой альтернативного капитана. 5 сентября 2024 года дебютировал в КХЛ в матче против хоккейного клуба «Амур» с повязкой альтернативного капитана. По итогу минское «Динамо» победило со счетом 3:0, а Уэлле в том матче отдал результативную передачу и заработал первое очко в КХЛ. В том матче хоккеист получил больше всего игрового времени среди всех полевых игроков (21:57 минут). После начала сезона журналисты отмечали, что Уэлле стал качественной заменой ушедшему американцу Коди Керрану. Они отмечают его надёжность в обороне, о чём свидетельствует показатель полезности «+9». Хоккеист постоянно выходит в первой спецбригаде большинства и меньшинства, что делает его одним из ключевых игроков команды. Это также подтверждает то, что Уэлле зачастую получает больше всего времени среди полевых игроков, а также постоянно выходит в первой паре защитников вместе с американцем Джорданом Гроссом.

## Личная жизнь
27 января 2018 года Ксавье Уэлле женился на Элизабет Кранц. В июле 2017 года у них родилась дочь, которую пара назвала Тея.

## Анализ игры
В сезоне 2023/2024 Ксавье Уэлле чаще всего играл в меньшинстве и был самым эффективным в спецбригаде PK. В командах Уэлле был лидером, часто выполнял функции капитана или ассистента капитана. По мнению официального сайта «Динамо» Минск он уверенно действует на льду, выделяется игровым мышлением, умеет играть в тело, эффективно использует клюшку при отборе шайбы и обладает точным и сильным броском.
Белорусский журналист Тимофей Иванчиков отмечает, что Уэлле — очень солидный защитник для первой-второй пары. Он вариативен в части начала атак: может отдать и хороший пас, и сам доставить шайбу к воротам соперника. Уэлле также обладает хорошим броском от синей линии и успешно играл в спецбригадах в прошлых командах. Российский журналист Михаил Зислис добавляет, что с годами Уэлле немного сдал в скорости, но при этом остаётся неплохим при работе с шайбой, в меру агрессивен на своём пятачке и обладает хорошим пасом.
Скауты НХЛ в своём отчёте подчеркивают, что Уэлле превосходно владеет шайбой и обладает отличной мобильностью с задней линии, а также некоторыми атакующими способностями. Он обладает точным броском по воротам и лёгким характером. Однако, по их мнению, он не является оптимальным кандидатом на роль защитника в большинстве на уровне НХЛ, хотя обладает потенциалом для достижения максимальной результативности.

## Статистика
| Легенда | Легенда                    | Легенда | Легенда                   | Легенда | Легенда    |
| ------- | -------------------------- | ------- | ------------------------- | ------- | ---------- |
| И       | Количество проведённых игр | Штр     | Штрафное время            | +/−     | Плюс-минус |
| Г       | Голы                       | П       | Голевые передачи          | О       | Очки       |
| -       | Статистика неизвестна      | —       | Статистика не учитывалась |         |            |

### Клубный уровень
Источник: 

### Международный уровень
Источник: 

## Награды и достижения
- Обладатель Кубка Глинки / Гретцки в составе юниорской сборной Канады[англ.] (2011)[8].
- Участник матча матча лучших проспектов НХЛ/КХЛ[англ.] (2011)[6].

| Награда            | Год              |
| ------------------ | ---------------- |
| ГЮХЛК              |                  |
| Сборная новичков   | 2010             |
| Сборная всех звезд | 2012, 2013       |
| АХЛ                |                  |
| Сборная всех звезд | 2015, 2016, 2022 |